# Springer (New Mexico)
Springer is een plaats (town) in de Amerikaanse staat New Mexico, en valt bestuurlijk gezien onder Colfax County.

## Demografie
Bij de volkstelling in 2000 werd het aantal inwoners vastgesteld op 1285.
In 2006 is het aantal inwoners door het United States Census Bureau geschat op 1196, een daling van 89 (-6,9%).

## Geografie
Volgens het United States Census Bureau beslaat de plaats een oppervlakte van
3,8 km², geheel bestaande uit land. Springer ligt op ongeveer 1767 m boven zeeniveau.

## Plaatsen in de nabije omgeving
De onderstaande figuur toont nabijgelegen plaatsen in een straal van 60 km rond Springer.